# Туннель Голян

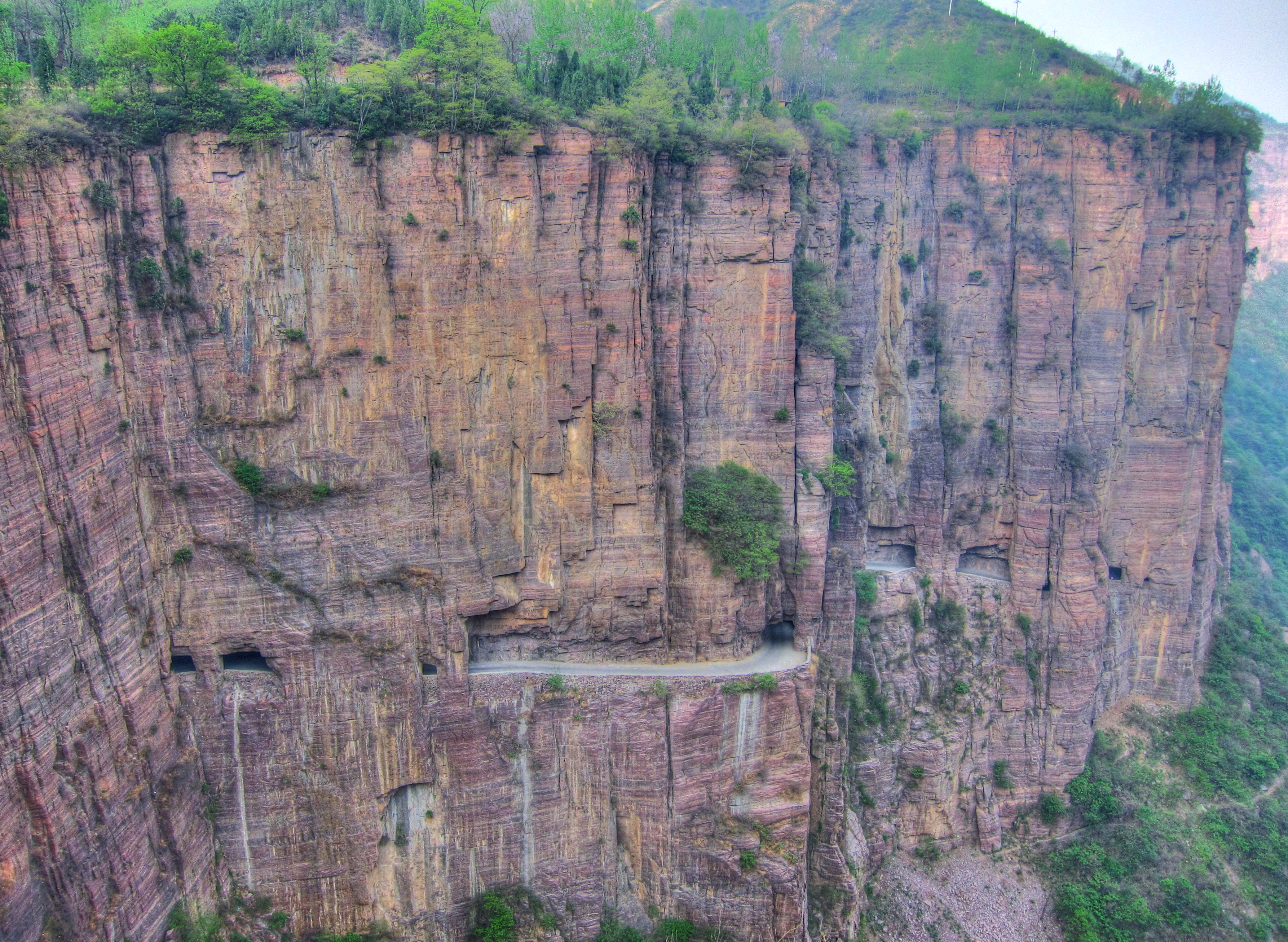
Тоннель Голян

Голян (кит. 郭亮洞) — вырезанный в горах в Китае туннель, который соединяет деревню Голян с горами Тайханшань, расположенными в Хуэйсяне, Синьсян, провинция Хэнань, Китай.

## История
Деревня была названа в честь беглого мятежника во времена династии Хань, который боролся с превосходящим имперским войском, используя крайнюю труднопроходимость местности. До того, как был построен тоннель, доступ к близлежащей деревне Голян был возможен только по очень трудному пути, высеченным в склоне горы. Деревня расположена в долине, окруженной высокими горами, отрезанными от цивилизации.
Чтобы облегчить доступ жителей деревни к внешнему миру, группа сельских жителей во главе с Шэнь Минсинь в 1972 году планировала вырубить дорогу вдоль горы. Они продали свой скот, чтобы собрать средства на покупку инструментов и материалов. Тринадцать сельских жителей начали проект, один из них погиб во время строительства. Не имея доступа к электроинструментам, они использовали в основном молотки и зубила. На самом сложном участке работа продвигалась со скоростью один метр за три дня. Протяжённость всего туннеля 1,2 километра, высота туннеля 5 метров, ширина — 4 метра. Также они использовали динамит и помощь жителей соседних провинций.
Туннель был открыт для прохода 1 мая 1977 года. Его создание превратило деревню в туристическую достопримечательность. Область также использовалась как место для киносъёмок.